# Chondrozyt

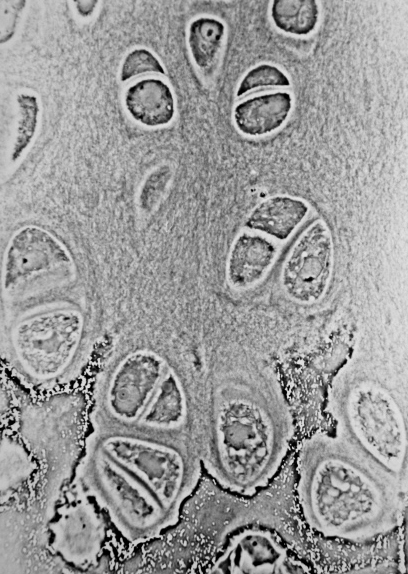
Chondrozyten hyalinen Knorpels; dargestellt sind Organellen, Lakunen und Extrazelluläre Matrix.

Ein Chondrozyt (Zusammensetzung aus griechisch χονδρός chondros ‚Knorpel‘ und κντος kytos ‚Zelle‘), auch Knorpelzelle, ist eine aus Chondroblasten hervorgehende und im Knorpelgewebe ansässige Zelle. Zusammen mit den Interzellularsubstanzen (extrazellulärer Matrix) bilden die Chondrozyten die Hauptbestandteile des Knorpels. Die Knorpelzelle ist der einzige zelluläre Bestandteil des Knorpels, macht aber anteilmäßig nur 5 bis 10 % des Knorpelgewebes in einem hyalinen Knorpel aus.

## Knorpelwachstum
Das Knorpelwachstum (Chondrogenese) lässt sich in interstitielles Wachstum (Längenwachstum) und appositionelles Wachstum (Dickenwachstum) unterscheiden, wobei letzteres der dominierende Wachstumtyp ist.
- Interstitielles Wachstum

Der Knorpel insgesamt entsteht (wie alle Binde- und Stützgewebe) aus Mesenchym. Die Mesenchymzellen differenzieren sich zu rasch proliferierenden Chondroblasten. Diese bilden die Knorpelmatrix, welche, solange sie noch weich ist, es erlaubt, dass sich die neu entstandenen Chondroblasten voneinander entfernen können und sich weiter teilen (interstitielles Wachstum). Mit Abschluss des interstitiellen Knorpelwachstums und Reifung der Matrix bleiben die aus den letzten Zellteilungen hervorgegangenen Knorpelzellen in sogenannten isogenen Gruppen zusammen und werden zu nicht mehr teilungsfähigen Chondrozyten.
- Appositionelles Wachstum

An der Oberfläche des Knorpels wird aus dem Mesenchym die bindegewebige Knorpelhaut, das Perichondrium, gebildet, aus dessen innerster Schicht sich Zellen zu Chondroblasten differenzieren, Matrix bilden und so für ein appositionelles Wachstum sorgen.

## Aufbau

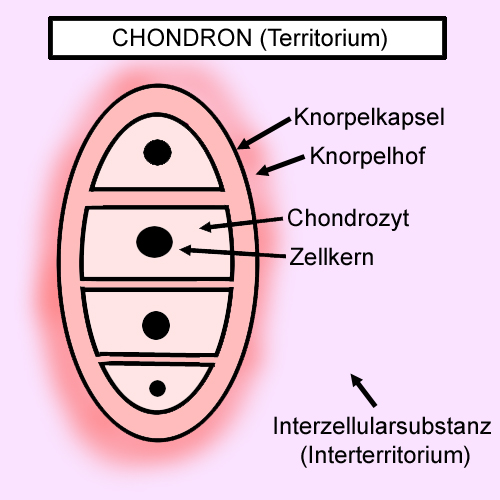
Schematisches Beispiel eines Chondrons.

Knorpelzellen in hyalinem Knorpel (unter polarisiertem Licht).

### Spezifische Eigenschaften
Ob eine Teilung und Gruppierung stattfindet, woraus die Grundsubstanz besteht und welche Eigenschaften der gebildete Knorpel besitzt, ist abhängig von der jeweiligen Knorpelart bzw. dem Ort des Vorkommens.
Folgende werden unterschieden:
- Hyaliner Knorpel (z. B. Rippenknorpel, Gelenkknorpel, Trachealknorpel, Nasenknorpel, Kehlkopf: Cartilago thyroidea, Cartilago cricoidea)

Der hyaline Knorpel ist die meistverbreitete Knorpelart. Am Rand des hyalinen Gewebes haben die Chondrozyten eine elliptische Form, wobei die Längsachse parallel zur Knorpeloberfläche verläuft – die Knorpelhöhle ist durch Kollagenfasern (Typ II) von der Umgebung abgegrenzt. Im Inneren des Knorpels sind sie rundlich mit fingerförmigen Fortsätzen und kommen in Gruppen von bis 8/10 Zellen vor, die durch Teilung aus einer einzigen entstanden sind (isogene Gruppen). Mehrere Knorpelhöhlen werden ebenfalls durch Kollagenfasern zu funktionellen Einheiten, den Chondronen, zusammengefasst. Diese sind druckelastisch.
Ein Chondron ist von territorialer Matrix (Knorpelhof, Zellhof) umgeben.
Zwischen den Chondronen verlaufende Faserzüge befestigen den Zellverband am Perichondrium oder am Knochen. Chondronektin fördert die Haftung von Chondrozyten an Kollagen.
- Elastischer Knorpel (z. B. Ohrknorpel, Kehlkopf: Cartilago epiglottica)

Der elastische Knorpel kommt nur selten vor und ähnelt zunächst dem hyalinen Knorpel. Chondrozyten können hier einzeln vorkommen oder in kleinen Gruppen, sie sind elastisch und die Knorpelhöhle ist auch durch Kollagenfasern (Typ II) von der Umgebung abgegrenzt. Die Chondrone hier besitzen ein oder zwei, maximal drei große Chrondrozyten. Ein einzelner Chondrozyt ist von perizellulärer Matrix (Knorpelkapsel) umgeben.
- Faserknorpel (z. B. Symphysis pubica, Discus intervertebralis, Gelenkknorpel: Kiefergelenk)

Die wenig elastischen Chondrozyten des Faserknorpels sind in kleinen Gruppen organisiert, liegen aber vorwiegend einzeln in der Matrix vor. Sie sind länglich und werden durch Kollagenfasern sowohl von Typ I als auch Typ II abgegrenzt, wobei Typ I mengenmäßig dominiert. Proteoglykane kommen hier nur in geringer Konzentration vor; ein Perichondrium fehlt.

### Unspezifische Eigenschaften
Sie sind in der von ihnen gebildeten extrazellulären Matrix eingebettet und befinden sich dort in kleinen Höhlen (Lakunen). Darüber hinaus zeigen sie nur eine geringe metabolische Aktivität (bradytrophes Gewebe).
Sie verfügen als Ausdruck ihrer hohen Syntheseleistung über einen gut ausgebildeten Golgi-Apparat und reichlich raues endoplasmatisches Retikulum. Die Struktur der Zelle wird durch die das Cytoplasma netzwerkartig durchziehende Vimentinfilamente aufrechterhalten.
Die Versorgung der Chondrozyten erfolgt durch Diffusion aus den Kapillaren des Perichondriums, beim Gelenkknorpel (der als Ausnahme kein Perichondrium besitzt) durch die Synovialflüssigkeit. Knorpel hat keine Lymphgefäße und Nerven.
Chondrozyten können isoliert und kultiviert werden. Entsprechende Kulturen werden, auf Trägermaterial fixiert, zur Knorpelregeneration verwendet.

## Funktion
Chondrozyten gehören zu den fixen Bindegewebszellen (Fibrozyten, Retikulumzellen, Osteozyten, …) und erfüllen grundlegend die Funktion von Sekretion und mechanischer Stabilität. Sie kommunizieren nicht mit anderen Zellen und sind insbesondere zuständig für die Bildung der extrazellulären Matrix des Knorpelgewebes.
In den Chondrozyten werden die Synthese von Protein, von RNA und DNA sowie die Zellproliferation und die Aufnahme von Aminosäuren stimuliert.
Die Tätigkeit der Chondrozyten wird durch Thyroxin und Testosteron gesteigert, durch Cortison, Hydrocortison (Cortisol) und Östradiol gehemmt.

## Erkrankungen
Die bekannteste Chondrozyten-Erkrankung ist die Arthrose. Dabei kommt es zu nicht entzündlichen, degenerativen Gelenkschäden und es können sehr starke Schmerzen entstehen. Bei dieser Erkrankung kommt es zum Abbau der extrazellulären Matrix-Proteine des Knorpels durch Proteasen; die genauen Ursachen sind noch weitgehend ungeklärt.
Kleinere Knorpeldefekte können mit der Subchondralen Abrasionsarthroplastik behandelt werden. Hierbei wird der geschädigte Gelenkknorpel und das darunterliegende Knochengewebe entfernt. Bei markraumeröffenden Verfahren werden Knorpeldefekt und subchondraler Knochen so tief aufgebohrt, dass eine Verbindung zur Knochenmark entsteht. Dadurch können pluripotente Zellen in den Effekt einwandern und einen Ersatzfaserknorpel bilden. Bei der Pridie-Bohrung wird diese Verbindung durch Bohrlöcher erreicht, bei der Mikrofrakturierung durch mit einem Stößel herbeigeführte Verbindungen. Eine Behandlungsmethode zur Behandlung von Knorpeldefekten ist die Autologe Chondrozyten-Transplantation. Mit Hilfe einer Arthroskopie werden Chondrozyten aus gesunden Bereichen entnommen. Anschließend werden diese Zellen enzymatisch isoliert und im Labor vermehrt (etwa drei bis vier Wochen) und danach wieder eingesetzt. Nach einigen Wochen, wenn die Chrondozyten sich integriert haben, kann sich der Patient wieder uneingeschränkt bewegen. Der Vorteil dieser Methode ist, dass das Abstoßungsrisiko gering ist, denn die implantierten Knorpelzellen stammen aus den körpereigenen Zellen des Patienten. Die Methode wird vor allem bei Knorpeldefekten im Kniegelenk bis zu einer Größe von 10 cm2 angewendet oder wenn andere knorpelreparierenden Verfahren versagten. Zur Wiederherstellung des Knorpelüberzugs bei einer manifesten Arthrose spielt die Chondrozyten-Transplantation keine Rolle. Es gibt andere Methoden zur Behandlung von Knorpeldefekten, die sogenannten zellfreien Methoden. Bei diesen wird statt Zellen nur eine Membran mit Hyaluronsäure auf dem Defekt eingesetzt. Einige klinische Studien haben gezeigt, dass die Hyaluronsäure hilft, das Knorpelgewebe zu regenerieren.
Die Achondroplasie ist eine häufige Mutation, welche das Wachstum des Skelettsystems betrifft. Folge ist ein dysproportionierter Zwergwuchs mit verhältnismäßig langem Rumpf und rhizomeler Verkürzung (Verkürzung mittlerer Extremitätenregionen) der verplumpten Gliedmaßen, durch eine vorwiegend quantitative Störung des enchondralen Knochenwachstums. Die Krankheit wird autosomal-dominant vererbt. Infolge der Mutation wird der Knorpelzellrezeptor für den Fibroblasten-Wachstumsfaktor-3 (FGFR-3) nicht ausreichend exprimiert, was zu einer Störung der Chondrozytenproliferation und -differenzierung in der Wachstumsfuge führt, was wiederum eine Störung der enchondralen Ossifikation zur Folge hat.

## Rote Hand Brief
Zum Präparat NOVOCART 3D (autologe Chondrozyten) wurde am 21. Oktober 2022 vom Paul Ehrlich-Institut ein Rote-Hand-Brief veröffentlicht.